# Alquí

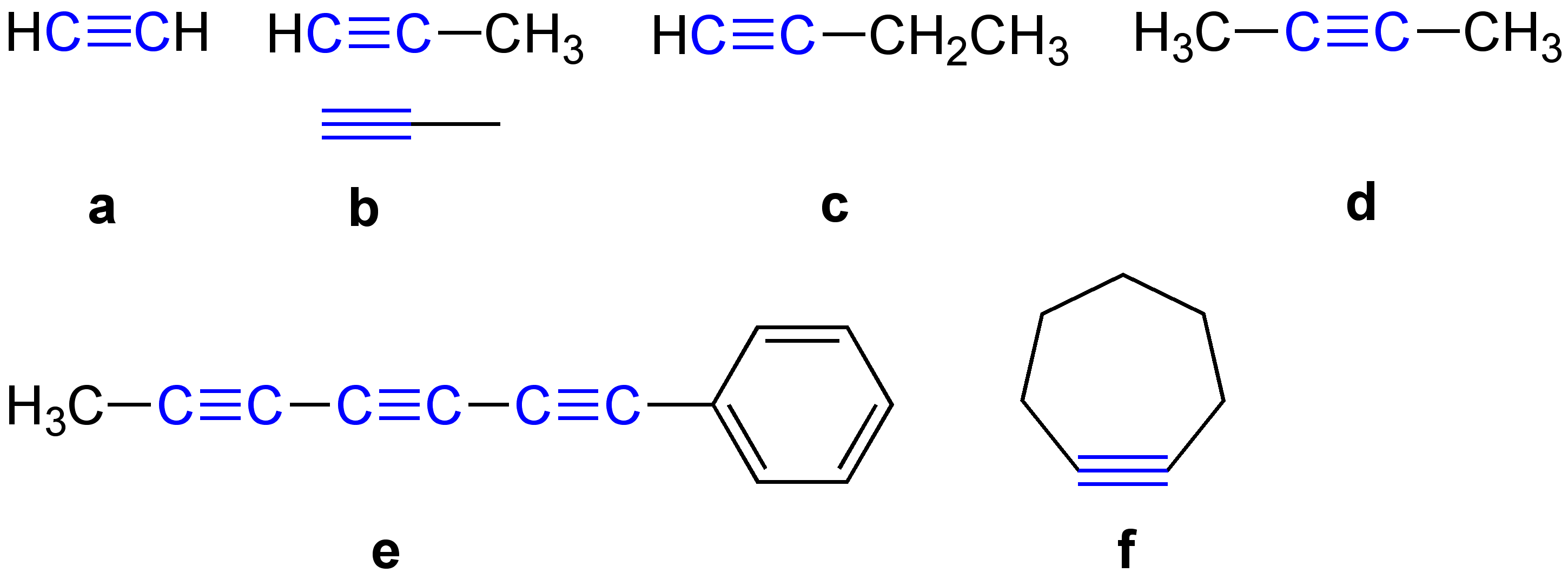
Alquins il·lustratius: a) etí, b) dues representacions del propí, c) but-1-í, d) but-2-í, e) 1-fenilhepta-1,3,5-trií, un compost natural, i f) cicloheptí. Els enllaços triples es ressalten de color blau.

Els alquins són hidrocarburs alifàtics amb almenys un triple enllaç covalent entre dos àtoms de carboni. Es tracta de compostos metaestables a causa de l'alta energia del triple enllaç carboni-carboni. La seva fórmula molecular general és {\displaystyle {\ce {C_{n}H_{2n - 2}}}}.

## Etimologia
Molts dels primers composts orgànics que es caracteritzaren provenien de greixos i, per tant, foren anomenats «alifàtics», del grec ἄλειφαρ, -ατος áleiphar, -atos 'ungüent' i ‒́ic. L'observació que els alcans eren insolubles en aigua i poc reactius originà el nom «parafines», del llatí Paraffin, i aquest del llatí parum affīnis 'poc afí'. Per contra, els alquens reaccionen fàcilment amb, per exemple, halògens, per formar compostos greixosos i, per tant, se'ls anomenà «olefines», una contracció del francès gaz oléfiant, nom antic de l'etè, que prové del llatí oleum, 'oli' i de -fiant del sufix -fier, 'en relació amb'. En adonar-se que els grups alquil {\displaystyle {\ce {C_{n}H_{2n + 1}}}} podien conservar-se en les reaccions sense canvis, de la mateixa manera que ho fan els ions dels metalls alcalins, i que reaccionaven amb els halògens, s'establí que les classes de composts orgànics amb aquestes propietats es derivarien del mot «alquil», i d'aquí els noms alcà, alquè i alquí. El mot «alquil» deriva de l'àrab clàssic al-kuhl, que originàriament s'emprava per anomenar pols fina de minerals d'antimoni emprada en cosmètica i que passà a anomenar substàncies molt fines, molt pures o destil·lades, com l'alcohol (etanol).
El 1866 els sufixos patronímics femenins grecs -ηνη -ene, -ινη -ine, i -ονη -one (Ismene, Mersin, Hermione, Persèfone…) estaven en ús dispers com a sufixos d'hidrocarburs que significaven «filla de», així que el químic alemany August Wilhelm von Hofmann (1818-1892), un antic estudiant de Justus von Liebig (1803-1873), suggerí sistematitzar la nomenclatura utilitzant tota la seqüència de vocals a, e, i, o, u per crear sufixos per als hidrocarburs {\displaystyle {\ce {C_{n}H_{2n + 2}}}}, {\displaystyle {\ce {C_{n}H_{2n}}}}, {\displaystyle {\ce {C_{n}H_{2n - 2}}}}, {\displaystyle {\ce {C_{n}H_{2n - 4}}}} i {\displaystyle {\ce {C_{n}H_{2n - 6}}}}, respectivament. Només els tres primers sufixos (en català: -à, -è, -í), romangueren per anomenar els hidrocarburs amb enllaços simples, dobles i triples, respectivament.

## Nomenclatura

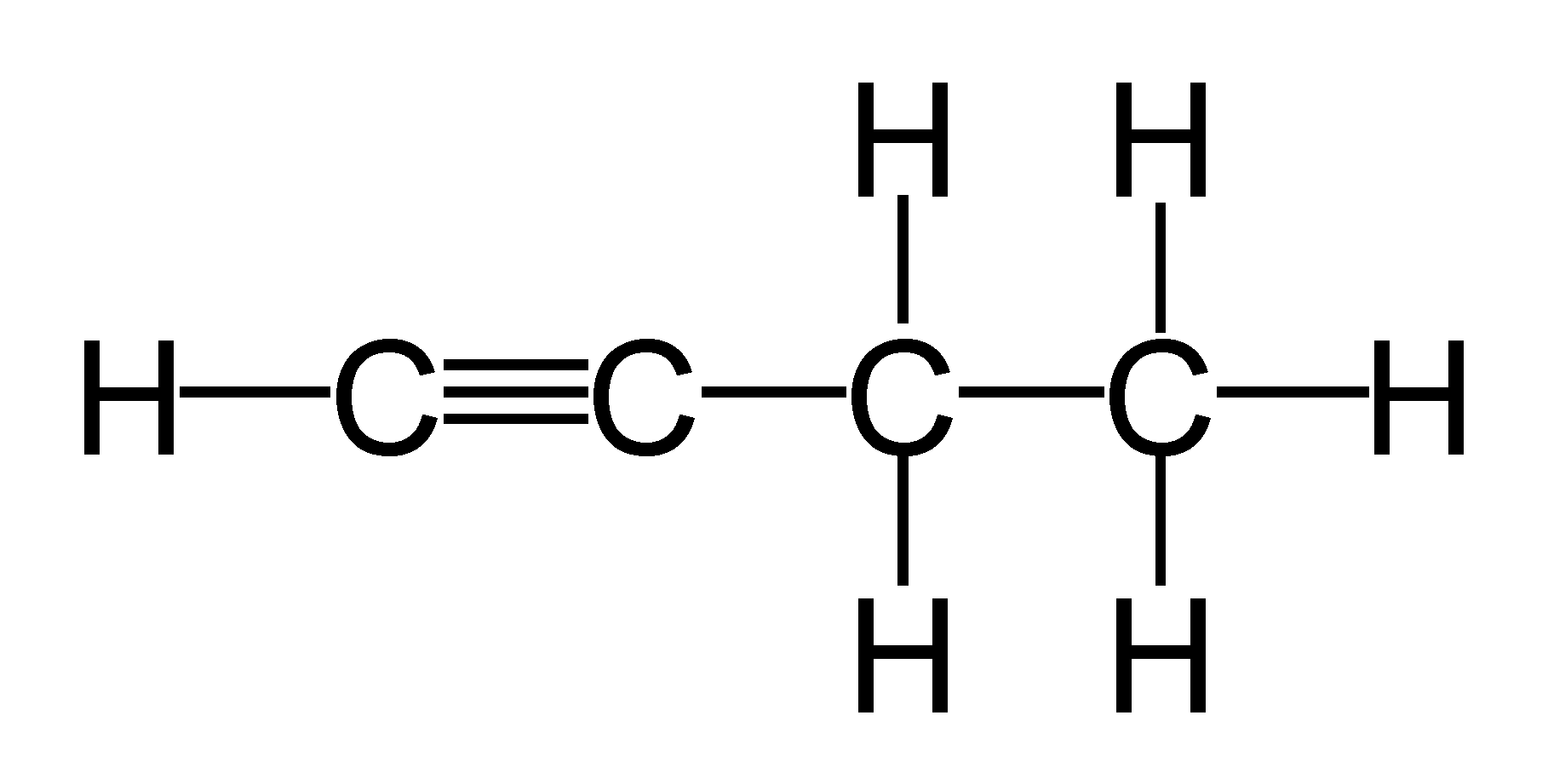
But-1-í

Segons les normes de la Unió Internacional de Química Pura i Aplicada (IUPAC), els alquins s'anomenen indicant el nombre de carbonis de la cadena lineal més llarga amb els prefixos et-, prop-, but-, pent-... per a 2, 3, 4, 5... carbonis respectivament, i el sufix -í. Si la cadena forma un anell, s'ha de posar davant el prefix ciclo-. Exemples són: etí, propí, ciclooctí.
La posició del tripe enllaç s'ha d'indicar, excepte si no hi ha més d'una posició possible, mitjançant un localitzador numèric que s'ha de situar just davant del sufix, separant-lo del prefix i del sufix amb guions. El localitzador ha de ser el més baix dels dos carbonis afectats. La numeració ha de començar per l'extrem més pròxim al triple enllaç. Per exemple: but-1-í o but-2-í.

5-metilhex-3-í

Quan hi ha més d'un triple enllaç, s'anomenen indicant la posició de cadascun d'ells i especificant amb els sufixos -adií, -atrií, -atetraí, etc. davant del sufix -í el nombre de triples enllaços presents. Exemples: buta-1,3-dií o hexa-1,3,5-trií.
Quan els alquens presenten ramificacions, la cadena principal és aquella que conté més triples enllaços. En segon terme, segueixen vigents les normes dels hidrocarburs ramificats. La numeració es fa començant per l'extrem més pròxim a un triple enllaç. Exemples: 5-metilhex-3-í o 3-etilpent-1-í.

## Estructura molecular

Triple enllaç

La característica fonamental dels alquins és l'enllaç covalent triple entre dos carbonis {\displaystyle C\equiv C}. Aquest enllaç consisteix en un enllaç covalent σ entre orbitals atòmics híbrids sp dels carbonis, i dos enllaços covalents π entre orbitals atòmics p no hibridats, perpendiculars a la direcció de l'enllaç σ. Com a resultat és que a una molècula d'alquí, si l'enllaç triple és intern, queden quatre carbonis disposats linealment, i si l'enllaç triple està a un extrem de la cadena només tres carbonis queden alineats.

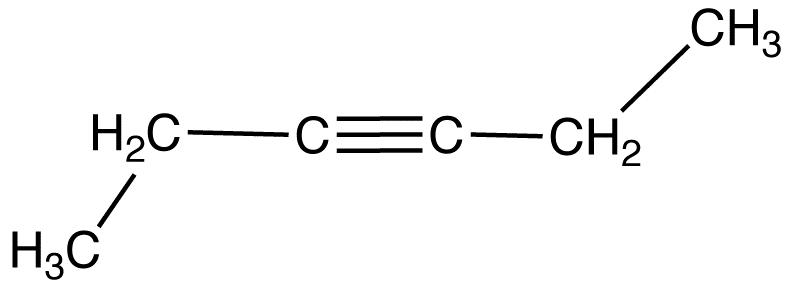
Hex-3-í

El percentatge més gran de caràcter s dels orbitals híbrids sp dels alquins, enfront dels orbitals híbrids sp3 i sp² dels alcans i alquens respectivament, afecta fortament les propietats de l'enllaç d'aquests àtoms de carboni. Els electrons de l'enllaç són mantinguts més estretament per l'àtom de carboni i, com a conseqüència, la ruptura homolítica de l'enllaç {\displaystyle C-H} requereix una major quantitat d'energia. La longitud de l'enllaç {\displaystyle C-H}, així com els enllaços amb altres àtoms, és més curta que per als enllaços amb híbrids sp3 i sp² del mateix tipus.

Hex-2-í
4-metil-pent-2-í
Pent-1-í
Pent-2-í
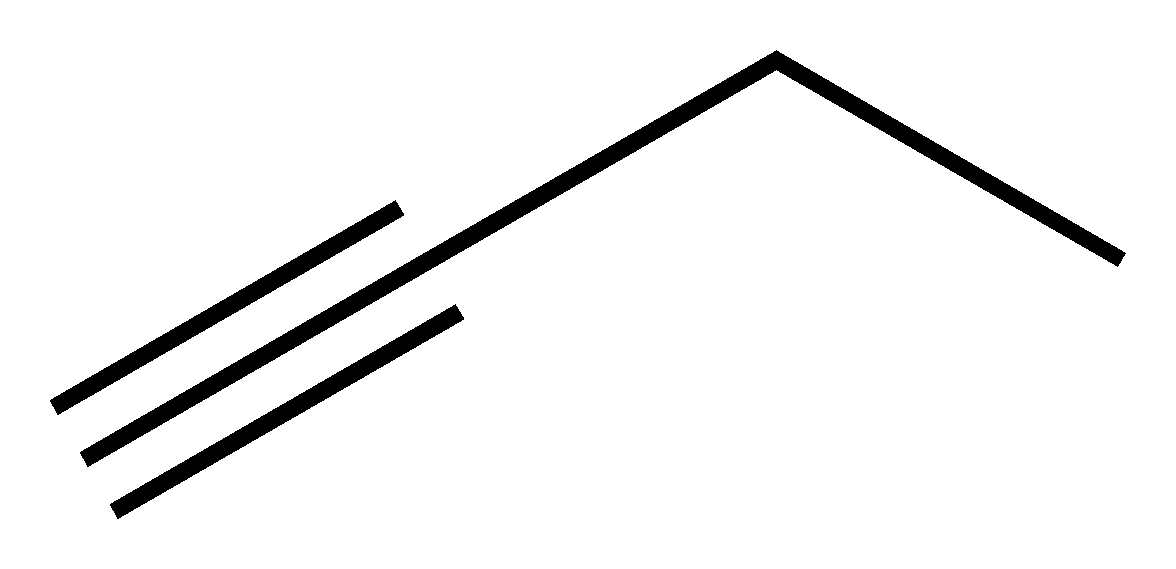
But-1-í
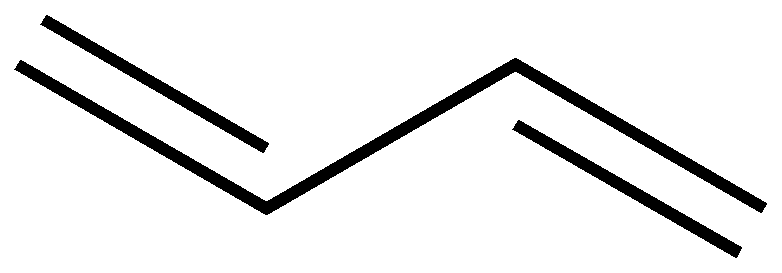
Buta-1,3-diè

### Isomeria
Els alquins presenten tres tipus d'isomeria: de cadena, de posició i de funció.

#### Isomeria de cadena
La isomeria de cadena es dona amb alquins que tenen la mateixa fórmula molecular, això és, el mateix nombre d'àtoms de cada tipus, però la cadena de carbonis és diferent. És el cas dels composts hex-2-í i 4-metilpent-2-í, ambdós alquins tenen la mateixa fórmula molecular {\displaystyle {\ce {C6H11}}}, però la cadena és diferent.

#### Isomeria de posició
Hom troba la isomeria de posició en alquins amb la mateixa fórmula molecular i la mateixa cadena de carbonis, però amb el triple enllaç situat entre carbonis diferents. Un exemple són els composts pent-1-í i pent-2-í.

#### Isomeria de funció
Els alquins són isòmers amb els alquens amb dos enllaços dobles. Ambdós tipus de composts tenen la mateixa fórmula molecular, {\displaystyle {\ce {C_{n}H_{2n - 1}}}}, però els alquins tenen un triple enllaç i els alquens dos dobles enllaços (diens), per tant grups funcionals diferents i conseqüentment, propietats diferents. Són exemples d'aquesta isomeria el but-1-í i el buta-1,3-diè.

## Propietats

### Propietats físiques
| Nom      | Fórmula                                           | Punt de fusió (°C) | Punt d'ebullició (°C) | Densitat (g/cm³) |
| -------- | ------------------------------------------------- | ------------------ | --------------------- | ---------------- |
| Etí      | {\displaystyle HC\equiv CH}                       | –81,8              | –83,6                 |                  |
| Propí    | {\displaystyle CH_{3}C\equiv CH}                  | –101,5             | –23.2                 |                  |
| But-1-í  | {\displaystyle CH_{3}CH_{2}C\equiv CH}            | –122,5             | 8,1                   |                  |
| But-2-í  | {\displaystyle CH_{3}C\equiv CCH_{3}}             | –32,3              | 27                    | 0,691            |
| Pent-1-í | {\displaystyle CH_{3}(CH_{2})_{2}C\equiv CH}      | –90                | 39,3                  | 0,695            |
| Pent-2-í | {\displaystyle CH_{3}CH_{2}C\equiv CCH_{3}}       | –101               | 55,5                  | 0,714            |
| Hex-1-í  | {\displaystyle CH_{3}(CH_{2})_{3}C\equiv CH}      | –132               | 71                    | 0,715            |
| Hex-2-í  | {\displaystyle CH_{3}(CH_{2})_{2}C\equiv CCH_{3}} | –88                | 84                    | 0,730            |
| Hex-3-í  | {\displaystyle CH_{3}CH_{2}C\equiv CCH_{2}CH_{3}} | –51                | 81,8                  | 0,724            |

L'energia d'enllaç de l'enllaç triple carboni-carboni reflecteix la unió menys efectiva dels electrons π. L'energia d'enllaç de l'enllaç carboni-carboni triple és substancialment inferior a tres vegades l'energia d'enllaç d'un únic enllaç carboni-carboni. Les calors de formació d'alquins que contenen 10 o menys àtoms de carboni són positives perquè contenen un triple enllaç, que és menys estable que els enllaços carboni-hidrogen i carboni-carboni. Les calors de formació d'alquins disubstituïts són menys positives que les calors de formació d'alquins monosubstituïts isomèrics.

Els alquins són molècules relativament no polars, i els seus punts d'ebullició estan controlats per les forces de dispersió de London. Els alquins terminals tenen petits moments dipolars lleugerament més grans que els moments dipolars dels alquens terminals. Els alquils interns no tenen moment dipolar. Els tres primers alquins (etí, propí i but-1-í) són gasos a temperatura ambient, incolors i inodors. Els seus punts d'ebullició són –83,6 °C, –23,2 °C i 8,1 °C. El propí té una feble olor a all a causa d'impureses de fosfà. Els següents vuit membres, sense comptar isòmers de posició, són líquids a temperatura ambient, i la resta són sòlids. Els alquins són insolubles en aigua i bastant solubles en dissolvents com etanol, dietil èter o acetona.

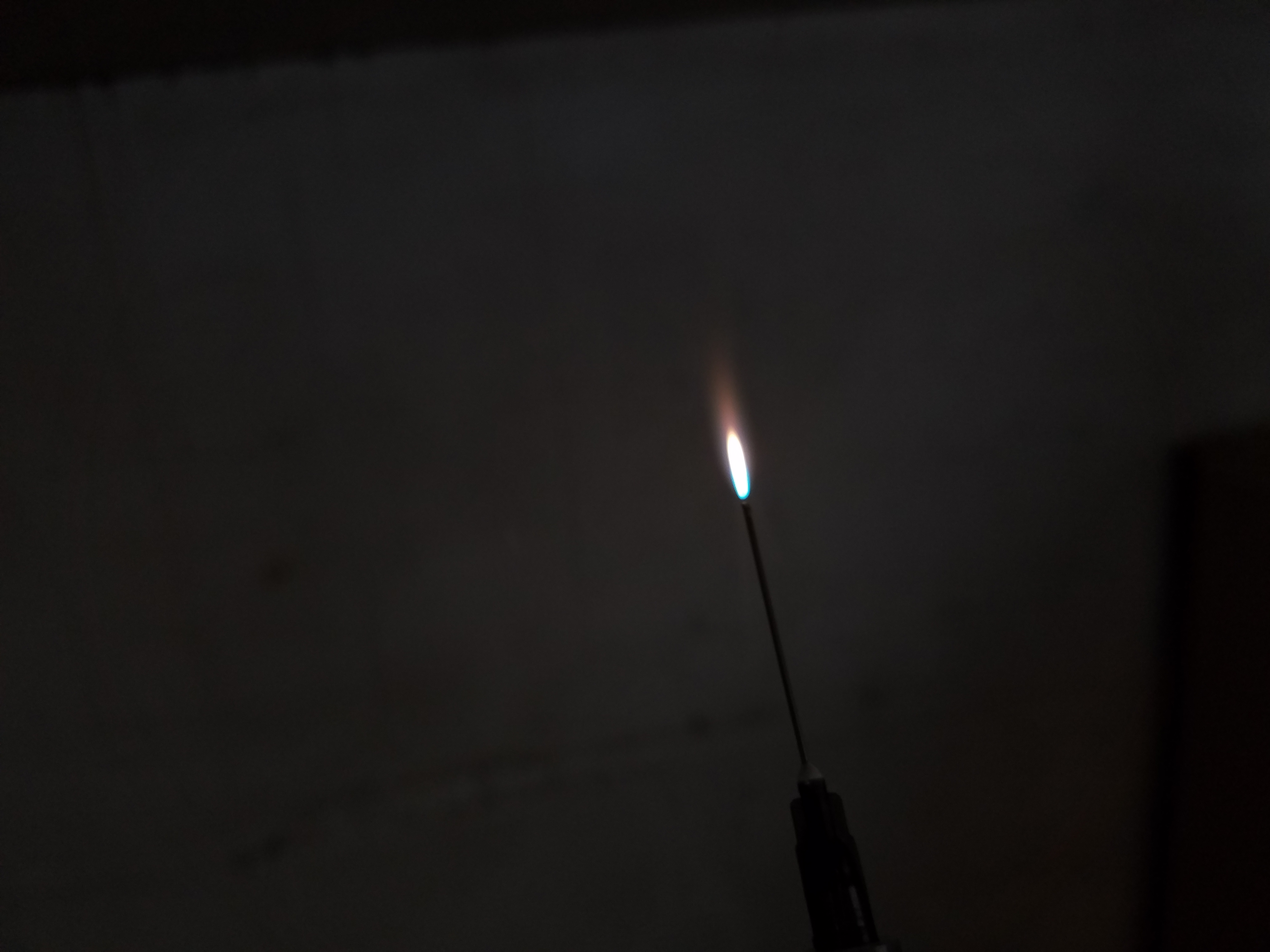
Flama de la combustió d'etí

### Propietats químiques

#### Combustió
Com tots els hidrocarburs, els alquins reaccionen amb l'oxigen de l'aire. Aquesta combustió dels alquins produeix diòxid de carboni i aigua. L'equació química general per alquins amb només un triple enllaç és:
{\displaystyle {\ce {C_{n}H_{2n-2}\, + {\frac {3n-1}{2}}O2 -> n CO2 + (n-1) H2O}}}

#### Addició d'halògens i d'halurs d'hidrogen

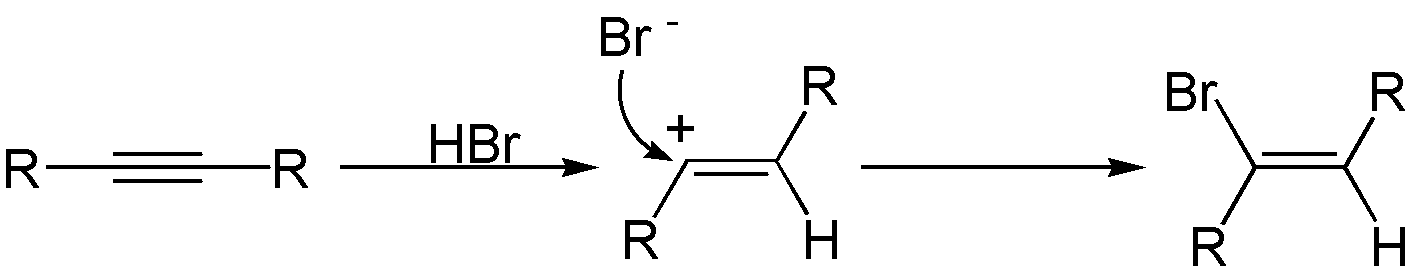
Addició de bromur d'hidrogen a un alquí

Els alquins, igual que els alquens, addicionen molècules d'halògens ({\displaystyle {\ce {F2}}}, {\displaystyle {\ce {Cl2}}}, {\displaystyle {\ce {Br2}}} i {\displaystyle {\ce {I2}}}) i molècules d'halurs d'hidrogen ({\displaystyle {\ce {HCl}}}, {\displaystyle {\ce {HBr}}} i {\displaystyle {\ce {HI}}}). Aquestes darreres addicions segueixen la regla de Markóvnikov, això és, l'hidrogen s'addiciona al carboni del triple enllaç que té més hidrogens o, el que és el mateix, el menys substituït. Controlant la quantitat d'halògens o d'halurs d'hidrogen és possible addicionar només una molècula al triple enllaç o dues molècules.

Hidrogenació emprant pal·ladi, s'obté l'isòmer cis

#### Hidrogenació

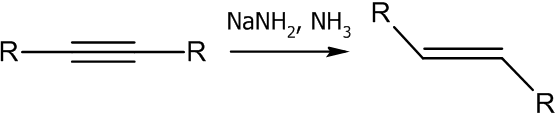
Hidrogenació amb sodi dissolt en amoníac, s'obté l'alquè trans

Els alquins poden addicionar molècules d'hidrogen {\displaystyle {\ce {H2}}} i donen alquens, que poden seguir hidrogenant-se fins a alcans. En aquest darrers cas s'empra un catalitzador en fase sòlida de pal·ladi sobre carbó. S'obté l'isòmer cis, això és, amb els dos àtoms d'hidrogen a la mateixa part del doble enllaç. Si hom vol obtenir l'alqué s'ha d'emprar un catalitzador menys actiu, com ara el catalitzador de Lindlar, pal·ladi finament dividit que s'ha precipitat sobre un suport de carbonat de calci i desactivat mitjançant un tractament amb acetat de plom(II) i quinolina.
Si s'empra sodi o liti metàl·lics dissolts en amoníac líquid com a catalitzador, s'obtenen alquens trans, amb els hidrogens addicionats a parts oposades del doble enllaç.

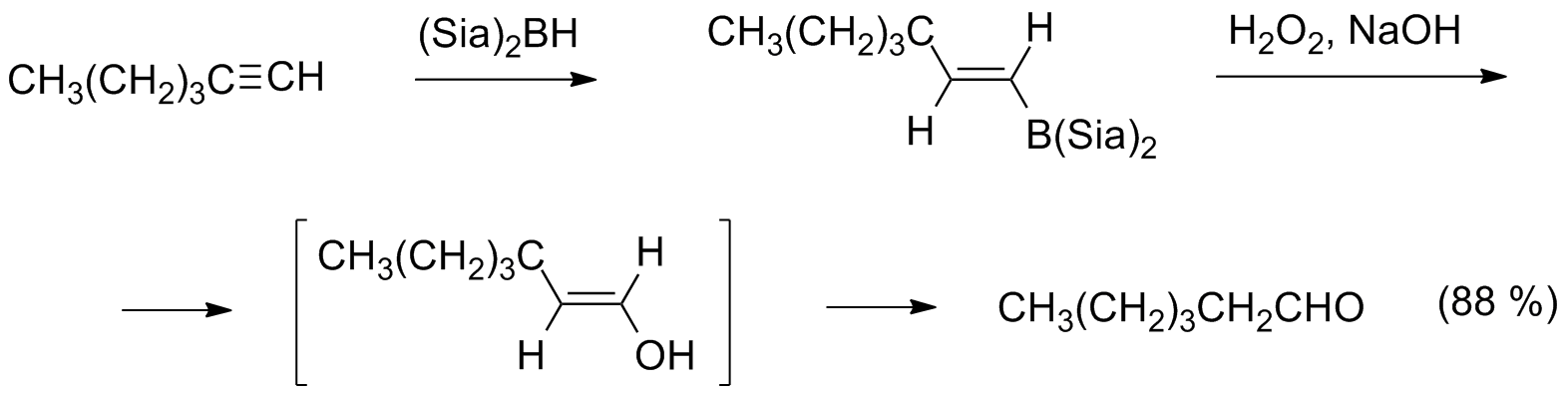
Hidroboració i oxidació posterior

#### Hidroboració
El borà {\displaystyle {\ce {BH3}}}, o el seus derivats, pot addicionar-se a un alquí dissolnt en tetrahidrofurà. Seguidament si es realitza una oxidació amb peròxid d'hidrogen {\displaystyle {\ce {H2O2}}}en medi bàsic s'obté un enol, anti-Markóvnikov. La tautomerització dona lloc a una cetona o a un aldehíd segons si el triple enllaç està situat al mig de la cadena de carbonis o a un extrem, respectivament.

La butanona s'obté addicionant aigua al but-2-í

#### Addició d'aigua
Els alquins en presència d'àcid sulfúric {\displaystyle {\ce {H2SO4}}}al 42 % i sulfat de mercuri(II) {\displaystyle {\ce {HgSO4}}} a 60 °C addiciona aigua donant aldehids i cetones. Així l'etí dona etanal i el propí dona propanona. L'addició segueix la regla de Markóvnikov, l'hidrogen s'addiciona al carboni que té hidrogen, si n'hi ha cap. Si el triple enllaç té substituients diferents, s'obté una mescla de cetones, per la qual cosa és més útil realitzà l'addició a triples enllaços situats als extrems de les cadenes de carbonis i s'obté un únic producte.

Addició d'etanol a l'etí

#### Addició d'alcohols
L'addició d'alcohols als alquins s'aconsegueix en medi bàsic a altes temperatures. El producte resultant és un èter.

#### Addició d'àcids

Ozonolisi

Els àcids poden addicionar-se als alquins en presència d'un àcid de Lewis, com el trifluorur de bor {\displaystyle {\ce {BF3}}} o el catió mercuri(2+), que actuen de catalitzadors. Mitjançant aquesta ddició s'obtenen èsters.

#### Addició d'ozó
Els alquins poden addicionar ozó per a produir dicetones i àcids carboxílics.

#### Reaccions de substitució

Reacció àcid-base d'un alquí amb una base

Els alquins amb un triple enllaç a un extrem de la cadena de carbonis presenten una certa acidesa a causa que l'hidrogen unita al carboni del triple enllaç ho fa amb un orbital híbrid sp del carboni, amb un percentatge d'orbital atòmic s del 50 %, un orbital que està més proper al carboni que els p. Per aquesta raó els electrons de l'enllaç {\displaystyle C-H} estan més atrets pel carboni que si el carboni tengués un doble enllaç o un enllaç simple amb l'altre carboni. Així les constants d'acidesa del metà, etè i etí són 10–60, 10–44 i 10–25, respectivament. A causa del caràcter àcid dels hidrògens units als triples enllaços situats als extrems de les cadenes de carbonis, poden formar sals amb els cations metàl·lics com el sodi, l'argent o el coure, si reaccionen amb bases fortes. L'etí, com que té dos hidrògens d'aquest tipus, forma sals dobles: {\displaystyle NaC\equiv CNa}, {\displaystyle AgC\equiv CAg} i {\displaystyle CuC\equiv CCu}.

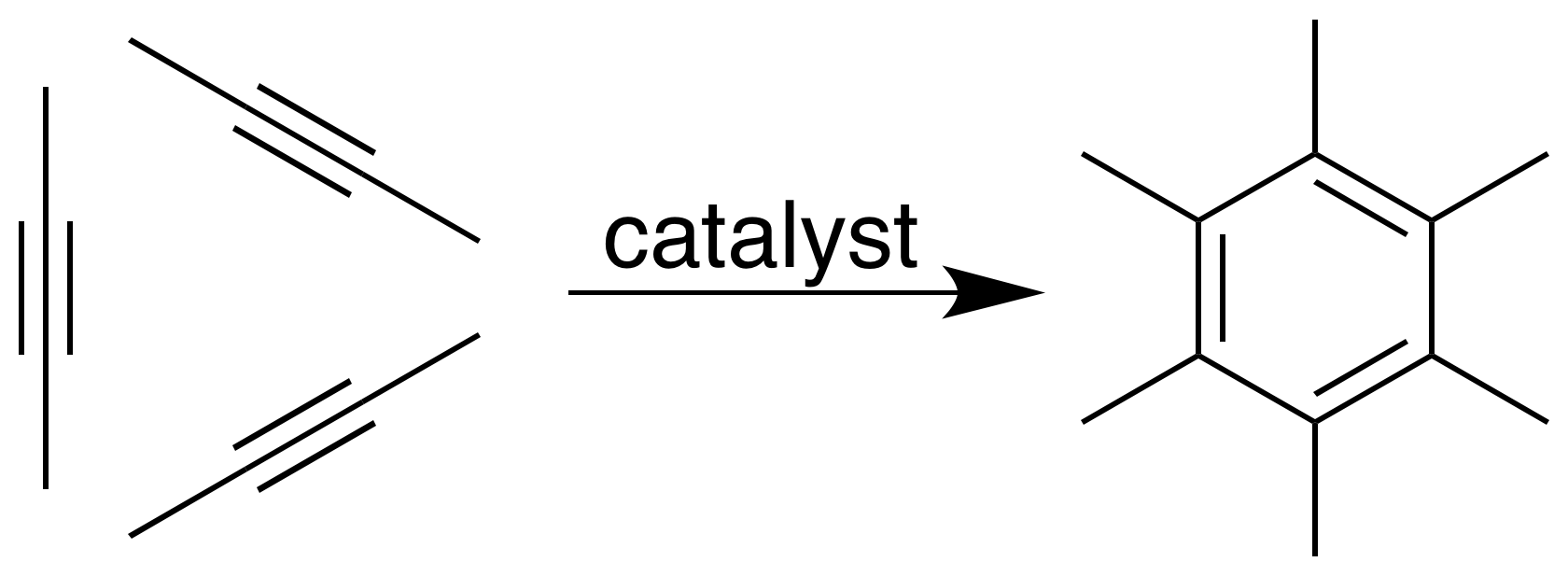
Polimerització cíclica del but-2-í que produeix 1,2,3,4,5,6-hexamentilbenzè

#### Polimerització
La polimerització de l'etí fent-lo passar per un tub de coure calent condueix a la formació de benzè {\displaystyle {\ce {C6H6}}}. Si s'empren altres alquins més llargs poden obtenir-se benzens alquilats.
L'etí pot polimeritzar-se per formar polietilè {\displaystyle {\ce {(CH2-CH2)_{n}}}} mitjançant diversos procediments, un dels polímers més emprats en el món actual.

#### Oxidació
L'oxidació dels alquins condueix a la formació d'àcids carboxílics, que poden ser dicarboxílics. Així l'oxidació amb permanganat de potassi {\displaystyle {\ce {KMnO4}}} en medi bàsic de l'etí dona l'àcid oxàlic o àcid etandioic. Si amb el permanganat s'oxida un alquí amb el triple enllaç intern, es romp aquest i dona lloc a dos àcids carboxílics. Si s'empra àcid cròmic per oxidar l'etí s'obté àcid acètic o àcid etanoic.

## Síntesi
Les síntesis més generals d'alquins són a partir d'alquins de cadena més curta i mitjançant reaccions d'eliminació d'halurs d'alquil.

### A partir d'altres alquins

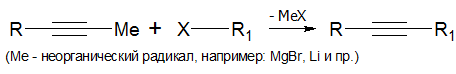
Preparació d'alquins a partir d'un de cadena curta

La reacció d'un alquí terminal amb una base forta pot donar lloc a un alquinur, gràcies al caràcter d'àcid feble de l'hidrogen terminal. Aquest alquinur pot fer-se reaccionar amb un derivat halogenat primari d'un alcà i s'obté un alquí de cadena més llarga.

### Amb reaccions d'eliminació

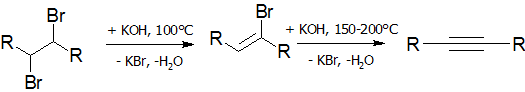
Reacció d'eliminació d'halurs d'alquil per a produir alquins

Derivats dihalogenats dels alcans poden tractar-se amb bases fortes, com ara l'hidròxid de potassi {\displaystyle {\ce {KOH}}} i calor, amb la qual cosa s'aconsegueix dobles eliminacions i la formació d'un enllaç triple.

## Alquins a la natura

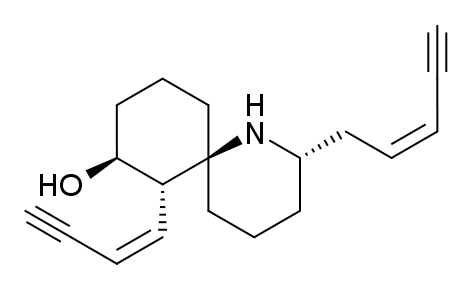
Histrionicotoxina

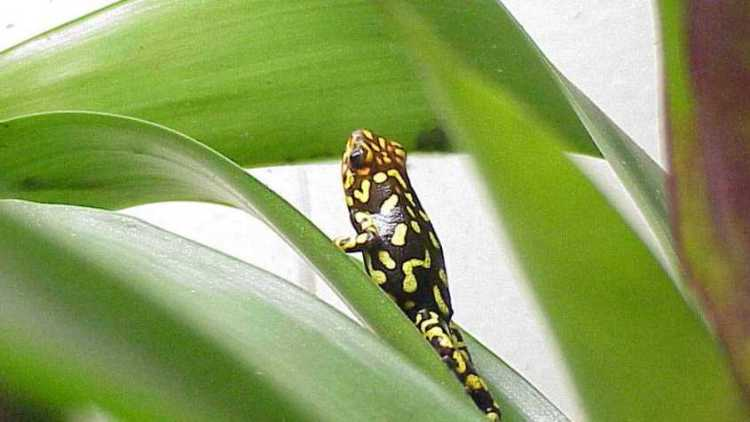
La Dendrobates histrionicus produeix la histrionicotoxina

Aproximadament s'han descobert 1 000 composts a la natura que contenen triples enllaços. Alguns d'ells són: la histrionicotoxina, biosintetitzada per granotes sud-americanes i emprada pels indígenes per enverinar les puntes de les seves fletxes; l'ictiotereol, alquí altament tòxic que es troba a les fulles d'una herba brasilera i que els indígenes empren per matar peixos; la calitxeamicina i la esperamicina, extremadament tòxics per a les cèl·lules ja que trenca la doble cadena d'ADN, els investigadors intenten utilitzar-lo per desenvolupar un medicament contra el càncer; capil·lina, és un fungicida natural.

## Aplicacions
La major part dels alquins es fabrica en forma d'acetilè. Al seu torn, una bona part de l'acetilè s'utilitza com a combustible en la soldadura a gas a causa de les elevades temperatures que s'obtenen al cremar-se.
En la indústria química els alquins són productes importants de partida, per exemple en la síntesi del PVC (addició d'àcid clorhidirc) de cautxú artificial, etc.
El grup alquí està present en alguns fàrmacs citostàtics.
Els polímers generats a partir dels alquins, els polialquin, són semiconductors orgànics i tenen propietats semblants al silici tot i que es tracta de materials flexibles.

## Analítica
Els alquins descoloreixen una solució àcida de permanganat de potassi i l'aigua de brom. Si es tracta d'alquins terminals (amb el triple enllaç en un dels carbonis finals de la molècula) formen sals amb solucions amoniacals de plata o de coure, que són explosives.